# 天智と天武-新説・日本書紀-
『天智と天武-新説・日本書紀-』（てんじとてんむ しんせつ にほんしょき）は、中村真理子による日本の漫画。原案監修は園村昌弘。『ビッグコミック』（小学館）にて、2012年17号（8月25日発売）から2016年15号（7月25日発売）まで連載された。中大兄皇子（天智天皇）と大海人皇子（天武天皇）の愛憎を描いた歴史漫画。副題に「新説」とあるように、大海人皇子の父親を蘇我入鹿、中臣鎌足を百済の王子・豊璋とするなど、通説に拠らないキャラクター設定がみられる。また、ビッグコミックでは異色であるBLをメインテーマにした作品であり、遂には直接的な描写も描かれた。

## 登場人物
中大兄皇子
皇極天皇の息子。蘇我入鹿を暗殺するクーデター（乙巳の変）を起こし朝廷における権力を握る。大海人皇子とは父親違いの兄弟に当たる。
頭脳優秀で決断力にあふれた人物だが、母の心を奪った蘇我入鹿に愛憎入り混じった激しい感情を抱いており、そのトラウマによって政治的な暴走を重ねる。
大海人皇子
皇極天皇の息子で実の父親は蘇我入鹿。当初は月皇子と名乗っていたが、父の死を機に隠れ里に匿われ、後に大海人として皇極天皇に召還される。
父親譲りの美貌と頭脳を受け継ぎ、聡明でカリスマ性にあふれた英邁な人物。
豊璋
人質として渡来していた百済の王子。新羅重視になりつつあった日本の対外政策を変えるため、蘇我入鹿暗殺に加担し、中大兄皇子の重臣となる。その後、百済復興のため朝鮮半島に送り出されるが白村江の戦いに敗れ、日本に戻ってからは中大兄皇子より中臣鎌足の名を与えられる。
皇極天皇（斉明天皇）
中大兄皇子、大海人皇子らの母。朝鮮出兵に気乗りしなかったため、出兵を焦る中大兄皇子に暗殺される。
孝徳天皇
皇極天皇の同母弟。クーデター後に天皇として即位するが、中大兄皇子に家臣全てを奪われる形で強引に遷都され、孤独と失意の中病死する。
有間皇子
孝徳天皇の息子。蘇我赤兄に唆され、酔った勢いで謀反を口にしたことから処刑される。
額田王
大海人皇子の妻であったが、中大兄皇子に奪われる。
十市皇女
大海人皇子と額田王の娘で、父母のために大友皇子に嫁ぐ。
鸕野讚良皇女
中大兄皇子の娘だが、母親が晩年不幸であったことから父親を嫌っている。大海人皇子に嫁ぎ、草壁皇子らの母となる。
大友皇子
中大兄皇子の息子。祖母の皇極天皇の死に、父が関わっていることを察するなど聡明な人物で、密かに大海人皇子を慕っていたが、天智天皇の死後は大海人皇子を仇敵として戦わねばならない立場に追いつめられる（壬申の乱）。
真人
豊璋の長男。母は孝徳天皇の元妃で天皇の落とし胤であるという噂があり、中大兄皇子に殺害される危険があったため、大海人皇子の策で唐に留学するが・・・。
史（藤原不比等）
豊璋の次男。母は中大兄皇子の元妃で皇子の落とし胤の可能性があり、大海人皇子によって隠れ里に匿われたものの、兄・真人の殺害を大海人皇子の仕業と信じ込み、深い恨みを抱く。
後年、朝廷の権力者となり、天武天皇（大海人皇子）への復讐を込めて日本書紀の編纂を指導。それに際して、大海人皇子とその係累である蘇我氏の名誉を徹底的に貶めるよう官吏たちを脅迫し、同時にその政敵だった天智天皇と、彼に味方した中臣氏＝藤原氏に都合の良い記述にするよう指示する。
金春秋
新羅の王。唐の支援を受けて百済を滅ぼした。王子時代に人質として日本にいた際に知己のあった大海人皇子とは友好的に接する。
行信
聖武天皇時代の高僧。作中では大友皇子の孫で淡海三船は甥。天然痘の流行や戦乱は蘇我入鹿の怨霊が原因だと主張する。怨霊を鎮めるため入鹿の功績を分離して「聖徳太子」として顕彰する一方で、入鹿を象った観音像を法隆寺夢殿に封印した。
カササギ
大海人皇子の従者。入鹿が作り上げた隠れ里の出身。後の忍者の起源になる一族の一人。

## 書誌情報
- 中村真理子『天智と天武-新説・日本書紀-』、小学館（ビッグコミックス）、全11巻
  1. 2013年02月28日発売、ISBN 978-4-09-184898-7
  2. 2013年06月28日発売、ISBN 978-4-09-185268-7
  3. 2013年10月30日発売、ISBN 978-4-09-185598-5
  4. 2014年03月28日発売、ISBN 978-4-09-186060-6
  5. 2014年08月29日発売、ISBN 978-4-09-186377-5
  6. 2014年11月28日発売、ISBN 978-4-09-186610-3
  7. 2015年03月30日発売、ISBN 978-4-09-186818-3
  8. 2015年07月30日発売、ISBN 978-4-09-187152-7
  9. 2016年01月29日発売、ISBN 978-4-09-187447-4
  10. 2016年08月30日発売、ISBN 978-4-09-187759-8
  11. 2016年08月30日発売、ISBN 978-4-09-187764-2